# Graptemys versa
Graptemys versa is een schildpad uit de familie moerasschildpadden (Emydidae). De soort werd voor het eerst wetenschappelijk beschreven door Leonhard Hess Stejneger in 1925. Later werd de wetenschappelijke naam Graptemys pseudogeographica versa gebruikt. 

## Uiterlijke kenmerken
De schildpad bereikt een maximale schildlengte tot ongeveer 21 centimeter. De kleur van het schild is bruin, het rugschild heeft een opvallende nettekening van gele lijnen. De kop en poten zijn bruin van kleur en hebben een gele lijnentekening.

## Verspreiding en habitat
Graptemys versa komt endemisch voor in de Verenigde Staten, en alleen in de staat Texas. De habitat bestaat uit kleinere, ondiepe wateren.